# Dési Halban

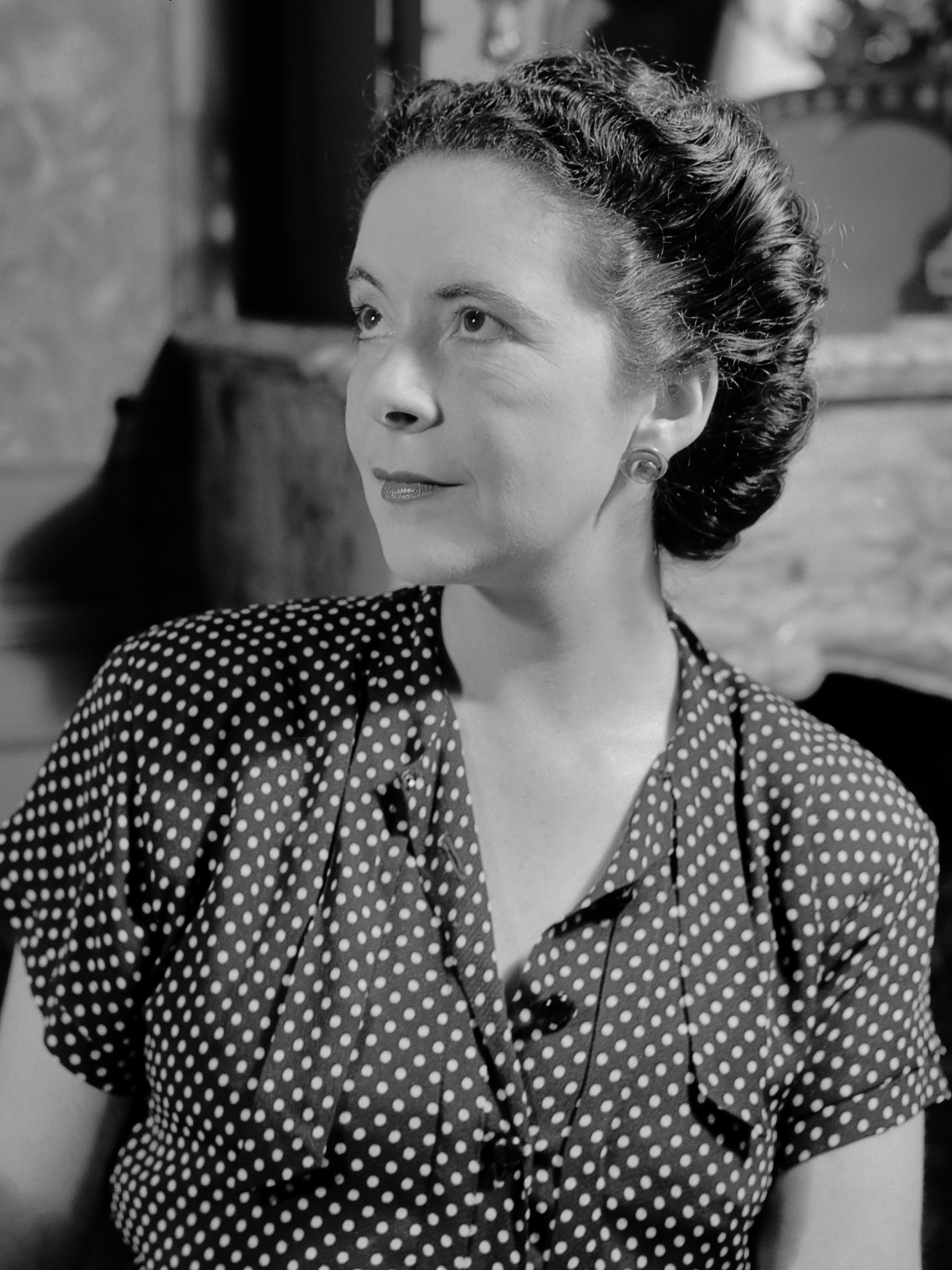
Dési Halban (1946)

Désirée „Dési“ Louise Anna Ernestine von Halban (* 10. April 1912 in Wien; † 12. Februar 1996 in Bilthoven) war eine österreichische Sängerin aus der Familie Halban. Ihre Stimmlage war Sopran.

## Leben
Dési Halban war die Tochter des 1917 geadelten Gynäkologen Josef von Halban und der Sopranistin Selma Kurz; der spätere Schriftsteller George Halban war ihr Bruder. Gemeinsam mit ihrer Mutter sang Dési Halban 1932 bei deren letztem Auftritt in der Pfarrkirche Mödling-St. Othmar in Mödling. Ab 1934 sang sie im Wiener Konzerthaus und in den Jahren 1936 und 1937 an insgesamt fünf Abenden an der Wiener Staatsoper, so am 31. Mai 1936 die Gilda in Rigoletto und am 11. April 1937 die Mimì in La Bohème.
1937 lernte sie bei einem Auftritt bei Amsterdam den Kunsthändler Jacques Goudstikker kennen, den sie heiratete. Sie hatten einen Sohn Edouard (Edo, 1939–1996). 1940 musste die Familie aufgrund ihrer jüdischen Herkunft aus den Niederlanden vor den Nationalsozialisten flüchten, der Ehemann verstarb während der Schiffsreise. Nach Ende des Zweiten Weltkriegs kehrte sie in die Niederlande zurück, wo sie den Juristen August Eduard von Saher heiratete. 
Von Dési Halban existiert eine Schallplattenaufnahme, die am 10. Mai 1945 mit den New Yorker Philharmonikern unter der Leitung von Bruno Walter stattfand. Dési Halban singt in der 4. Sinfonie von Gustav Mahler im vierten Satz den Sopranpart Das himmlische Leben. Außerdem nahm sie mit Bruno Walter am Klavier einige von Mahlers Liedern und Gesängen aus der Jugendzeit auf. Ferner existieren die Lieder Die Liebende schreibt von Mendelssohn (op. 86,3) und Le rossignol et la rose von Rimski-Korsakow.

## Schriften
- (Hrsg.): Selma Kurz. Die Sängerin und ihre Zeit. Unter Mitarbeit von Ursula Ebbers. Belser, Stuttgart/Zürich 1983, ISBN 3-7630-9028-2.